# La familia de la tele
La familia de la tele va ser un programa de televisió espanyol produït per La Osa Producciones Audiovisuales i emès en les tardes de La 1 i RTVE Play entre el 5 de maig i el 18 de juny de 2025. El format, presentat per Aitor Albizua, Inés Hernand i María Patiño, combinava entreteniment, actualitat i humor amb vocació de servei públic. Cal destacar que Javier de Hoyos presentava els trams emesos en exclusiva a través d'RTVE Play, mentre que Carlota Corredera va substituir puntualment Inés Hernand en la conducció de l'apartat d'actualitat.
D'altra banda, l'espai també funcionava com a programa contenidor. Això es deu al fet que incloïa l'emissió de les sèries diàries Valle salvaje i La promesa.

## Història
Encara que estava previst que el format s'estrenés el 22 d'abril de 2025, la defunció del papa Francesc va provocar que l'inici d'emissions es posposés al 28 d'abril. Malgrat això, l'apagada a la península Ibèrica que es va produir aquest dia va fer que finalment arrenquès el 5 de maig de 2025 amb els presentadors i col·laboradors seguint unes rajoles grogues, una referència a El màgic d'Oz amb la qual van iniciar la seva aventura en Televisió Espanyola. Així, situats a Torrespaña, van haver de buscar-se la vida per arribar fins als estudis de Prado del Rey, amb una distància de 25 quilòmetres, sense la possibilitat d'usar diners, transport públic o telèfon mòbil. A més a més, Paula Vázquez va ser la mestra de cerimònies que va organitzar les parelles per a aquesta aventura a la qual van anomenar Pradín exprés: Víctor Sandoval amb Lydia Lozano (els primers a arribar), Belén Esteban amb Inés Hernand, Chelo García-Cortés amb Kiko Matamoros i María Patiño amb Aitor Albizua (els últims a arribar).
A Prado del Rey els esperava una multitudinària desfilada de carrosses presentada per Cayetana Guillén Cuervo i Paloma del Río. En ella, en homenatge a algunes figures històriques de Televisió Espanyola, van participar personalitats, actrius i presentadores com Samantha Hudson, Mónica Pont, Núria Marín o Adela González, que van sortir abillades amb vestits de Raffaella Carrà, Massiel, Melody o Alaska, mentre que Bob Pop ho feia com Narciso Ibáñez Serrador, així com es va presentar com a col·laboradores a Rocío Carrasco i Isa Pantoja, a més dels ja anunciats anteriorment. Igualment, amb el pas de les setmanes, es van tancar progressivament fitxatges com el de la model Alba Carrillo, la vident Benita Castejón (anteriorment coneguda com Maestro Joao) o l'humorista Josep Ferré.
L'endemà, el programa va començar amb la seva capçalera, la sintonia de la qual era interpretada per Camela, i amb els seus continguts habituals ja des del plató, situat a l'estudi 5 d'RTVE a Prado del Rey. Aquest simulava un barri anomenat Bellavista, en el qual hi havia una plaça central on se situava el públic, amb zones verdes, fanals, un banc, una pantalla vertical, edificis, terrasses i comerços, mentre que la resta del plató comptava amb estances d'un habitatge com la cuina i menjador o el saló, el qual comptava amb el sofà dels presentadors i col·laboradors que, posteriorment, seria traslladat a la plaça. Així mateix, també comptava amb espais com un hivernacle o un taller per a les diferents seccions.
Inicialment, el programa començava al voltant de les 15:55 per a després donar pas a les sèries a les 17:30 i, mentrestant, continuava la seva emissió en RTVE Play. Posteriorment, es reprenia el magazín en La 1 entre, aproximadament, les 19:10 i les 20:30 de la tarda. Així i tot, encara que el magazín es veia interromput per les sèries, tractava els diferents continguts indistintament amb els seus tres presentadors i els seus col·laboradors. No obstant això, el 15 de maig, el format va començar a dividir-se en dos blocs: el primer, presentat per María Patiño, comentava l'última hora dels temes més rellevants de la crònica social i el segon, presentat per Aitor Albizua i Inés Hernand (o Carlota Corredera en la seva substitució), informava sobre els successos i l'actualitat del moment.
D'altra banda, el dissabte 17 de maig a les 19:10 es va emetre un especial sobre el Festival de la Cançó d'Eurovisió 2025 a tall de previ, en què els col·laboradors van ser caracteritzats d'antics representants com Salomé (Belén Esteban), Remedios Amaya (Lydia Lozano), Massiel (Víctor Sandoval), Rodolfo Chikilicuatre (Javier de Hoyos) i David Civera (David Moreno). Aquest va comptar amb la col·laboració de Daniel Diges i Blanca Paloma, i va incloure connexions amb diversos punts com Basilea (seu del festival), Dos Hermanas (llar de la representant Melody), Benidorm (seu del Benidorm Fest) o la casa de Blas Cantó (representant d'Espanya a Eurovisió 2020 i 2021), així com entrevistes amb Melody i altres rostres relacionats amb el certamen europeu.
Més tard, entre el 2 i l'11 de juny de 2025, l'espai va comptar amb un únic tram entre les 15:50 i les 17:00 hores, a causa dels seus discrets índexs d'audiència, i va tornar a ajuntar els seus tres presentadors. De fet, el 2 de juny, el programa va consistir en els tres presentadors donant pas a vídeos i comentant-los sense col·laboradors. Igualment, entre el 16 i el 18 de juny, només es va emetre el segon tram de 19:35 a 20:35. Cal destacar que, des del 27 de maig fins al 18 de juny, també va existir un programa previ en RTVE Play, amb els presentadors i col·laboradors, per conèixer els secrets del programa, així com els temes que es tractarien posteriorment en el primer i segon acte. Aquest es va emetre a les 14:50 fins a l'11 de juny i a les 18:20 entre el 16 i el 18 de juny.
El 18 de juny, La familia de la tele va finalitzar amb una temàtica inspirada en l'antic Egipte, on presentadors i col·laboradors, com María Patiño, Kiko Matamoros i Víctor Sandoval, van ser «enterrats» en sarcòfags com a part d'un festeig fúnebre. El programa es va acomiadar així de la seva audiència, amb una referència a la creença egípcia en la vida després de la mort. Durant la seva trajectòria, van visitar el plató rostres com Pepi Valladares, Sonia y Selena, Silvia Intxaurrondo, Elena Ballesteros o Karina.

## Format
La familia de la tele era un programa contenidor i magazín que abordava l'entreteniment, l'actualitat i l'humor a través de notícies, entrevistes, reportatges i tertúlies amb un ampli planter de col·laboradors. A més, tenien una presència important les connexions en directe amb un equip de reporters, tot això amb vocació de servei públic, així com les entrevistes.
Inicialment, també estava previst que comptés amb seccions dedicades a la salut, el benestar, l'esport, la psicologia i la pedagogia; al cinema, la música, el teatre i la televisió; el consum, les estafes, les recerques i els casos d'impacte social; a la gastronomia, la decoració, la jardineria, l'ordre i la neteja, així com la cultura i tradicions. No obstant això, no totes van arribar a implementar-s'hi. Altres seccions destacades van ser la de cuina amb Belén Esteban, els reportatges de Chelo García-Cortés en Informe Chemanal i Versión Cayetana, en la qual presentadors i col·laboradors reproduïen escenes de sèries mítiques de TVE, com Cuéntame cómo pasó, Verano azul o Isabel, sota les directrius de Cayetana Guillén Cuervo.

## Equip
- Producció
  - La Osa Producciones Audiovisuales
- Direcció
  - David Valldeperas
  - Eva Hernández
  - Isa Morata

### Presentadors
| Presentador/a     | Informació                           | Logo de La 1 |
| Presentador/a     | Informació                           | 2025         |
| ----------------- | ------------------------------------ | ------------ |
| Aitor Albizua     | Presentador i periodista.            |              |
| Inés Hernand      | Presentadora, influencer i advocada. |              |
| María Patiño      | Presentadora i periodista.           |              |
| Javier de Hoyos   | Presentador, director i periodista.  |              |
| Carlota Corredera | Presentadora i periodista.           |              |

     Presentador/a titular en La 1.
     Presentador/a titular en RTVE Play.
     Presentador/a substitut/a.

### Col·laboradors
| Col·laborador/a                | Informació                                | Logo de La 1 |
| Col·laborador/a                | Informació                                | 2025         |
| ------------------------------ | ----------------------------------------- | ------------ |
| Alba Carrillo                  | Model i presentadora de televisió.        |              |
| Belén Esteban                  | Col·laboradora de televisió.              |              |
| Benita Castejón (Maestro Joao) | Futuròloga i col·laboradora de televisió. |              |
| Carlota Corredera              | Periodista.                               |              |
| Chelo García-Cortés            | Periodista.                               |              |
| Isa Pantoja                    | Filla d'Isabel Pantoja.                   |              |
| Javier de Hoyos                | Periodista.                               |              |
| Juanma Fernández               | Periodista.                               |              |
| Kiko Matamoros                 | Col·laborador de televisió.               |              |
| Laura Fa                       | Periodista.                               |              |
| Lucía Pariente                 | Mare d'Alba Carrillo.                     |              |
| Lydia Lozano                   | Periodista.                               |              |
| Marta Riesco                   | Periodista.                               |              |
| Martín Bianchi                 | Periodista.                               |              |
| Núria Marín                    | Periodista i presentadora.                |              |
| Raúl Rodríguez                 | Periodista d'El Español.                  |              |
| Rocío Carrasco                 | Filla de Rocío Jurado.                    |              |
| Silvia Taulés                  | Periodista i escriptora.                  |              |
| Víctor Sandoval                | Presentador i col·laborador de televisió. |              |

#### Col·laboradors amb secció
| Col·laborador/a          | Informació                   | Secció                       | Logo de La 1 |
| Col·laborador/a          | Informació                   | Secció                       | 2025         |
| ------------------------ | ---------------------------- | ---------------------------- | ------------ |
| Belén Esteban            | Col·laboradora de televisió. | Cuina                        |              |
| Bob Pop                  | Crític televisiu.            | Defensor de l'audiència      |              |
| Cayetana Guillén Cuervo  | Actriu i presentadora.       | Versión Cayetana             |              |
| Cesc Escolà              | Entrenador personal.         | Esport                       |              |
| Chelo García-Cortés      | Periodista.                  | Informe Chemanal             |              |
| Fernando Pérez           | Veterinari.                  | Veterinària                  |              |
| Ignacio Guío             | Jardiner.                    | Jardineria                   |              |
| Jesús Sánchez Martos     | Metge.                       | Salut                        |              |
| Josep Ferré              | Humorista i imitador.        | Imitació de rostres populars |              |
| Lucrecia Mangialavori    | Ensinistradora.              | Ensinistrament               |              |
| Luis Quevedo             | Científic.                   | Divulgació científica        |              |
| Marta Verona             | Guanyadora de MasterChef 6.  | Nutrició                     |              |
| Mònica López             | Meteoròloga i presentadora.  | Meteorologia                 |              |
| Paloma González Durántez | Estilista.                   | Estilismes dels famosos      |              |

### Reporters
| Reporter/a                  | Informació                     | Logo de La 1 |
| Reporter/a                  | Informació                     | 2025         |
| --------------------------- | ------------------------------ | ------------ |
| Ares Teixidó                | Presentadora i col·laboradora. |              |
| David Moreno                | Presentador.                   |              |
| Diana Higueras              | Periodista.                    |              |
| Eduardo García de la Puente | Periodista.                    |              |
| Irina García                | Periodista.                    |              |
| Laura Roigé                 | Periodista.                    |              |
| Marta Riesco                | Periodista.                    |              |
| Pablo Collantes             | Periodista.                    |              |

## Crítiques i polèmiques
La producció de La familia de la tele va generar controvèrsia a causa del seu elevat cost pagat amb diners públics, especialment en relació amb la quantitat d'episodis que es va acordar emetre. Al principi, es va signar un contracte per a 65 emissions amb un cost màxim de sis milions d'euros, però finalment es va retallar el nombre d'episodis i va costar aproximadament la meitat, encara que el cost per programa es va mantenir en una quantitat considerable (82.372 euros). Així, el pressupost inicial total ascendia a 7.447.539,04 euros, dels quals 5.593.844,49 euros correspondrien a recursos externs i 1.853.694,55 euros, a la valoració de recursos interns. A més del pressupost total, es van filtrar detalls sobre les despeses específiques, com el salari dels presentadors (1.616 euros per programa) i col·laboradors habituals (entre 950 i 1.150 euros per emissió), els honoraris dels convidats, que podien rebre fins a 2.000 euros per capítol, i el sou mensual dels directors i subdirectors: 8.750 i 5.000 euros. Fins i tot, la gran desfilada va suposar una despesa extra d'una mica més de 244.000 euros després d'haver estat posposada dues vegades.
La polèmica pel seu cost va estar estretament relacionada amb el fet d'incorporar figures habituals de Sálvame (emès en Telecinco, entre 2009 i 2023), com Belén Esteban, Kiko Matamoros, María Patiño o Carlota Corredera, la qual cosa va generar crítiques. De fet, els sindicats i el Consell d'Informatius d'RTVE van qualificar aquesta estratègia de «teleporqueria» camuflada sota la programació pública i van alertar sobre una pèrdua de credibilitat i rigor. Malgrat les crítiques, el president d'RTVE, José Pablo López, va defensar la mesura argumentant: «En la televisió pública nosaltres mai no posarem una línia vermella amb qui, sinó amb què», de manera que va subratllar una aposta per continguts diversos.
La reacció interna va provocar la divulgació d'un manifest signat per més de cent extreballadors, amb el suport dels sindicats CC.OO. i USO, i del Consell d'Informatius, que denunciava un ús «incompatible amb els valors de la televisió pública» i alertava d'una «pèrdua de credibilitat» del canal. Un moment molt criticat va ser l'enviament de Marta Riesco a cobrir l'elecció papal a Roma, fet que el Consell d'Informatius va considerar poc rigorós per a aquesta mena de cobertura. Políticament, va haver-hi retrets des de formacions tan diverses com Vox i Sumar, els qui van criticar el format per desvirtuar el servei públic, per la qual cosa es va obrir un debat en seu parlamentària.
D'altra banda, des del seu llançament, el programa no va aconseguir consolidar-se en la franja vespertina. Després d'iniciar amb un 8 %, l'audiència va caure ràpidament fins a xifres pròximes al 4 % (uns 309.000 espectadors), i va quedar, fins i tot, per sota de La 2 en alguns dies. Com a conseqüència, RTVE va retallar primer la seva durada de tres a una hora diària i, finalment, va cancel·lar un dels blocs, decisió visibilitzada públicament.
També cal destacar que, fins que es va prendre la decisió de finalitzar les emissions del programa, el president d'RTVE va defensar el format i va demanar «paciència», encara que les discrepàncies entre ell i el responsable de continguts, Sergio Calderón, van ser notícia. Finalment, López va assumir públicament el fracàs i la decisió de cancel·lar-lo. Així mateix, va rebutjar el «supremacisme cultural» i va atribuir el tancament a una política basada en dades d'audiència.
Finalment, una vegada acabat el programa, alguns membres de l'equip es van pronunciar sobre la seva finalització o sobre com era treballar-hi. D'aquesta manera, Lydia Lozano va comentar que l'agonia que havia passat en aquest programa no l'havia viscuda en la seva vida i que estava desitjant que s'acabés. De fet, havia advertit prèviament David Valldeperas, Belén Esteban i Kiko Matamoros, des de la seva experiència en Mañaneros, que «TVE és un terreny molt dur… hi ha molta línia vermella» i que no es podia parlar com si fos una televisió privada. A més, va sostenir que «el públic de La 1 no és el de Sálvame». De la mateixa manera, Kiko Matamoros va qualificar el procés d'observació d'audiències com «una tortura diària» i va reconèixer aquest format com el seu «major fracàs professional», al qual va arribar sense retrets interns, mentre que Belén Esteban, qui ja s'havia queixat en el propi programa que no se sentia identificada amb el format ni amb el contingut i fins i tot va considerar deixar-lo per no gaudir de la seva participació, va parlar també de «tortura» i va expressar gratitud a l'equip i públic, així com va considerar-lo un «fins aviat». La presentadora Inés Hernand també va declarar que s'havia produït «una persecució cap a un format que intentava adaptar-se als nous temps». Per la seva part, Víctor Sandoval va dir que la responsable del fracàs no era la cadena, ja que va promocionar molt el programa i que, encara que es deia que el format no era per al públic de TVE, creia que això era mentida, perquè el públic és tot igual segons ell, i va al·legar que l'espai mancava d'unes bases i d'un concepte o projecte i que «cada dia el programa era una cosa», així com que «fer televisió basada en la improvisació no funciona, cal tenir una escaleta».

## Audiències
| Programes emesos   | Programes emesos | Programes emesos                                                                       | Programes emesos                                                                       | Programes emesos                                                                      | Programes emesos                                                                      | Programes emesos                  | Programes emesos                  |
| Número de programa | Data d'emissió   | Audiència del primer tram                                                              | Audiència del primer tram                                                              | Audiència del segon tram                                                              | Audiència del segon tram                                                              | Audiència del contenidor          | Audiència del contenidor          |
| Número de programa | Data d'emissió   | Espectadors                                                                            | Quota de pantalla                                                                      | Espectadors                                                                           | Quota de pantalla                                                                     | Espectadors                       | Quota de pantalla                 |
| ------------------ | ---------------- | -------------------------------------------------------------------------------------- | -------------------------------------------------------------------------------------- | ------------------------------------------------------------------------------------- | ------------------------------------------------------------------------------------- | --------------------------------- | --------------------------------- |
| 1                  | 05/05/2025       | 769 000                                                                                | 8,7%                                                                                   | 708 000                                                                               | 9,1%                                                                                  | 807 000                           | 10,1%                             |
| 2                  | 06/05/2025       | 765 000                                                                                | 8,7%                                                                                   | 542 000                                                                               | 7,4%                                                                                  | 731 000                           | 9,5%                              |
| 3                  | 07/05/2025       | Sense emissió per l'especial informatiu amb motiu de l'arrencada del Conclave de 2025. | Sense emissió per l'especial informatiu amb motiu de l'arrencada del Conclave de 2025. | 445 000                                                                               | 6,2%                                                                                  | 623 000                           | 8,9%                              |
| 4                  | 08/05/2025       | 760 000                                                                                | 8,0%                                                                                   | Sense emissió per l'especial informatiu amb motiu de l'elecció del nou papa Lleó XIV. | Sense emissió per l'especial informatiu amb motiu de l'elecció del nou papa Lleó XIV. | 708 000                           | 9,1%                              |
| 5                  | 09/05/2025       | 674 000                                                                                | 7,7%                                                                                   | 411 000                                                                               | 5,9%                                                                                  | 693 000                           | 9,1%                              |
| 6                  | 12/05/2025       | 687 000                                                                                | 7,7%                                                                                   | 418 000                                                                               | 5,1%                                                                                  | 791 000                           | 10,1%                             |
| 7                  | 13/05/2025       | 559 000                                                                                | 6,7%                                                                                   | 450 000                                                                               | 6,1%                                                                                  | 684 000                           | 9,1%                              |
| 8                  | 14/05/2025       | 541 000                                                                                | 6,4%                                                                                   | 428 000                                                                               | 5,5%                                                                                  | 681 000                           | 8,7%                              |
| 9                  | 15/05/2025       | 659 000                                                                                | 7,5%                                                                                   | 498 000                                                                               | 6,4%                                                                                  | 768 000                           | 9,6%                              |
| 10                 | 16/05/2025       | 578 000                                                                                | 6,7%                                                                                   | 445 000                                                                               | 6,6%                                                                                  | 670 000                           | 8,9%                              |
| 11                 | 17/05/2025       | Emissió especial pel Festival de la Cançó d'Eurovisió 2025.                            | Emissió especial pel Festival de la Cançó d'Eurovisió 2025.                            | Emissió especial pel Festival de la Cançó d'Eurovisió 2025.                           | Emissió especial pel Festival de la Cançó d'Eurovisió 2025.                           | 556.000                           | 7,9%                              |
| 12                 | 19/05/2025       | 633 000                                                                                | 7,1%                                                                                   | 456 000                                                                               | 6,2%                                                                                  | 700 000                           | 8,9%                              |
| 13                 | 20/05/2025       | 553 000                                                                                | 6,4%                                                                                   | 347 000                                                                               | 5,2%                                                                                  | 659 000                           | 8,9%                              |
| 14                 | 21/05/2025       | 563 000                                                                                | 6,7%                                                                                   | 423 000                                                                               | 5,9%                                                                                  | 659 000                           | 8,9%                              |
| 15                 | 22/05/2025       | 531 000                                                                                | 6,3%                                                                                   | 448 000                                                                               | 6,3%                                                                                  | 668 000                           | 9,1%                              |
| 16                 | 23/05/2025       | 535 000                                                                                | 6,4%                                                                                   | 438 000                                                                               | 6,5%                                                                                  | 687 000                           | 9,3%                              |
| 17                 | 26/05/2025       | 852 000                                                                                | 9,9%                                                                                   | 527 000                                                                               | 7,0%                                                                                  | 792 000                           | 10,3%                             |
| 18                 | 27/05/2025       | 622 000                                                                                | 7,3%                                                                                   | 438 000                                                                               | 6,0%                                                                                  | 675 000                           | 8,9%                              |
| 19                 | 28/05/2025       | 553 000                                                                                | 6,6%                                                                                   | 405 000                                                                               | 5,7%                                                                                  | 638 000                           | 8,4%                              |
| 20                 | 29/05/2025       | 461 000                                                                                | 5,5%                                                                                   | 395 000                                                                               | 5,7%                                                                                  | 579 000                           | 7,7%                              |
| 21                 | 30/05/2025       | 511 000                                                                                | 5,9%                                                                                   | 419 000                                                                               | 6,0%                                                                                  | 607 000                           | 8,0%                              |
| 22                 | 02/06/2025       | 557 000                                                                                | 6,2%                                                                                   | Només es va emetre el primer tram.                                                    | Només es va emetre el primer tram.                                                    | 750 000                           | 9,3%                              |
| 23                 | 03/06/2025       | 535 000                                                                                | 6,0%                                                                                   | Només es va emetre el primer tram.                                                    | Només es va emetre el primer tram.                                                    | 644 000                           | 8,1%                              |
| 24                 | 04/06/2025       | 507 000                                                                                | 5,8%                                                                                   | Només es va emetre el primer tram.                                                    | Només es va emetre el primer tram.                                                    | 668 000                           | 8,6%                              |
| 25                 | 05/06/2025       | 539 000                                                                                | 6,4%                                                                                   | Només es va emetre el primer tram.                                                    | Només es va emetre el primer tram.                                                    | 726 000                           | 9,7%                              |
| 26                 | 06/06/2025       | 518 000                                                                                | 5,9%                                                                                   | Només es va emetre el primer tram.                                                    | Només es va emetre el primer tram.                                                    | 694 000                           | 9,0%                              |
| 27                 | 09/06/2025       | 556 000                                                                                | 6,4%                                                                                   | Només es va emetre el primer tram.                                                    | Només es va emetre el primer tram.                                                    | 732 000                           | 9,4%                              |
| 28                 | 10/06/2025       | 500 000                                                                                | 5,6%                                                                                   | Només es va emetre el primer tram.                                                    | Només es va emetre el primer tram.                                                    | 694 000                           | 8,9%                              |
| 29                 | 11/06/2025       | 450 000                                                                                | 8,9%                                                                                   | Només es va emetre el primer tram.                                                    | Només es va emetre el primer tram.                                                    | 668 000                           | 8,1%                              |
| 30                 | 16/06/2025       | Només es va emetre el segon tram.                                                      | Només es va emetre el segon tram.                                                      | 309 000                                                                               | 4,3%                                                                                  | No va funcionar com a contenidor. | No va funcionar com a contenidor. |
| 31                 | 17/06/2025       | Només es va emetre el segon tram.                                                      | Només es va emetre el segon tram.                                                      | 366 000                                                                               | 4,9%                                                                                  | No va funcionar com a contenidor. | No va funcionar com a contenidor. |
| 32                 | 18/06/2025       | Només es va emetre el segon tram.                                                      | Només es va emetre el segon tram.                                                      | 322 000                                                                               | 4,5%                                                                                  | No va funcionar com a contenidor. | No va funcionar com a contenidor. |
| Mitjana            | Mitjana          | 570 000                                                                                | 6,7%                                                                                   | 402 000                                                                               | 5,5%                                                                                  | 688 000                           | 9,0%                              |